# 新潟県道313号上下浜停車場線
新潟県道313号上下浜停車場線（にいがたけんどう313ごう じょうげはまていしゃじょうせん）は、新潟県上越市内を通る一般県道である。

## 概要

### 路線データ
- 起点：上下浜停車場（新潟県上越市柿崎区上下浜字仲山、新潟県道338号原之町上下浜停車場線交点）
- 終点：新潟県上越市柿崎区上下浜（新潟県道129号犀潟柿崎線交点）

## 地理

### 通過する自治体
- 新潟県上越市

### 接続する道路
- 新潟県道338号原之町上下浜停車場線（起点：上越市柿崎区上下浜字仲山、「上下浜駅」出入口2）
- 国道8号（北陸道）（上下浜交差点）
- 新潟県道129号犀潟柿崎線（終点：上越市柿崎区上下浜）

### 周辺
- JR信越本線 上下浜駅
- 上越市立上下浜小学校
- 上下浜郵便局
- 柿崎上下浜温泉